# Jógvan á Lakjuni
Jógvan á Lakjuni (ur. 13 listopada 1952 w Fuglafjørður) – farerski polityk i nauczyciel. Od 2019, a wcześniej w latach 2011–2015 przewodniczący Løgtingu, parlamentu Wysp Owczych.
Jest członkiem parlamentu od 1998 roku, w latach 2004–2008 był ministrem kultury. Należy do Farerskiej Partii Ludowej.

## Życiorys
Jest synem Marii, z domu Danielsen i Jákupa Olufa á Lakjuni. Ukończył pedagogikę na Uniwersytecie Farerskim. Od 1970 do 1972 roku pracował jako rybak. W 1977 roku został zatrudniony na stanowisku nauczyciela w szkole w Fuglafjørður, a od 1989 roku pracował w szkole handlowej w Kambsdalur.
Od stycznia 1994 roku do sierpnia 1996 był członkiem Krajowej Rady Szkolnictwa.

### Kariera polityczna
30 kwietnia 1989 roku został po raz pierwszy wybrany deputowanym do Løgtingu. Od 1998 do 2002 roku przewodniczył Komisji Kultury, a od 2002 do 2004 Komisji Sprawiedliwości. Był także członkiem Komisji Spraw Zagranicznych. W latach 2002–2003 był przewodniczącym Rady Zachodnionordyckiej.
3 lutego 2004 roku został powołany na stanowisko ministra kultury w pierwszym rządzie Jóannesa Eidesgaarda. Stanowisko to pełnił do 2008 roku. W tym samym roku został wybrany wiceprzewodniczącym parlamentu. W 2011 roku został przewodniczącym parlamentu, stanowisko to pełnił do 2015 roku. 14 września 2019 roku ponownie wybrano go przewodniczącym tego gremium.

## Życie prywatne
Jest żonaty z Odvør, z którą ma pięcioro dzieci – Høgni (ur. 1977), Bárður (ur. 1978), Rógvi (ur. 1982), Herborg (ur. 1986) i Dánjal (ur. 1990).